# Edgard Goedleven
Edgard Goedleven (Brasschaat, 20 februari 1938 - Leuven, 30 mei 2018) was een Belgisch-Vlaams ambtenaar, hoofd van het Bestuur Monumenten en Landschappen.

## Levensloop
Na de Grieks-Latijnse humaniora, promoveerde Goedleven aan de Katholieke Universiteit Leuven tot licentiaat politieke en sociale wetenschappen.
Hij begon zijn professionele loopbaan als onderzoeker bij de studiegroep Mens en Ruimte, en werd weldra assistent aan de K.U. Leuven voor een project ter verbetering van de culturele infrastructuur. Hij maakte deel uit van een studiegroep voor cultuurbevordering, een initiatief van de minister voor Nederlandse Cultuur Renaat Van Elslande.
Hij werd inspecteur bij de administratie voor Volksontwikkeling, meer bepaald op het secretariaat dat de bouw van culturele centra coördineerde. Toen professor Frans Van Mechelen minister van cultuur werd (1968-1972), benoemde hij Goedleven tot zijn kabinetssecretaris.
In de jaren zestig bestond er geen echte dienst belast met de opvolging van het historisch onroerend erfgoed. Vanuit Vlaanderen werd met afgunst gekeken naar de Rijksdienst voor Monumentenzorg in Nederland. In België bestond de Koninklijke Commissie voor Monumenten en Landschappen, een adviesorgaan met prestige, dat, op basis van enkele stevige wetten, adviezen gaf aan de bevoegde minister over het beschermen van monumenten en landschappen en over de onderhoud en de restauratie ervan. Deze nogal informele organisatie, grotendeels gebaseerd op het vrijwilligerswerk van de leden, was gaandeweg niet meer bij machte om een professionele begeleiding aan de sector te verlenen.
Goedleven werd belast met het oprichten van een georganiseerde dienst, die in 1973 tot stand kwam onder de naam 'Afdeling Monumenten en Landschappen', tijdens het ministerschap voor het departement Vlaamse Cultuur van Jos Chabert. Naar het voorbeeld van Nederland had men het ook vaak over de Rijksdienst voor Monumenten en Landschappen. Goedleven werd het afdelingshoofd en vervulde deze functie tot aan zijn pensioen in 2003. De uitbouw van de dienst werd zijn levenswerk. De activiteit werd verder uitgebreid na de benoeming in 1974 van Rika De Backer, vooral onder impuls van haar kabinetschef Johan Fleerackers.

## Activiteiten
Naast de organisatie van zijn dienst, was hij initiatiefnemer of nauw betrokken bij initiatieven die betrekking hadden op het onroerend erfgoed, zoals:
- Het Vlaams decreet voor monumenten- en landschapszorg (1975), dat tot stand kwam door de samenwerking tussen het kabinet-De Backer, de dienst geleid door Goedleven en de parlementsleden Bob Cools en André De Beul.
- De organisatie van het Europees Jaar van het Bouwkundig erfgoed (1975) waar hij de nodige impulsen aan gaf, onder meer via de aanstelling van Daniel Ostyn als coördinator van talrijke gemeentelijke en plaatselijke activiteiten.
- De oprichting van het tijdschrift M&L, waarvan hij vele jaren de hoofdredacteur was.
- De Open Monumentendagen, waarvoor hij het startsein gaf in Vlaanderen.

Hij was gedurende twintig jaar lid van het Comité du Patrimoine Culturel van de Raad van Europa.
Na zijn pensionering was hij projectverantwoordelijke voor de inschrijving op de Unesco-Werelderfgoedlijst van de begijnhoven, de belforten en de stad Brugge. 
Goedleven was stichtend lid en beheerder van 
- de Stichting Vlaams Erfgoed,
- de Vereniging voor het Bevorderen van het Brabants of Belgisch trekpaard,
- het Orgel in Vlaanderen,
- het Museum Parkabdij, Museum voor religieuze Kunst en Cultuur.

Na zijn pensionering was hij actief voor de restauratie van belangrijke monumenten, zoals:
- de Parkabdij in Heverlee,
- de Abdij van Herkenrode in Hasselt,
- het Koninklijk Paleis van Antwerpen,
- de scheepswerven van Baasrode,
- de 's Hertogenmolens in Aarschot.

In 2009 werd hij ereburger van de stad Aarschot.

## Privé
Goedleven trouwde met Marie-Louise Van der Aa. Ze hadden twee zoons en een dochter.
Na haar overlijden hertrouwde hij met Veerle De Ridder, dochter van Clem De Ridder.

## Publicaties
Hij werkte mee aan vele boeken en publicaties en publiceerde talrijke artikels over uiteenlopende onderwerpen verband houdend met het onroerend erfgoed. Onder hen:
- De Koninklijke serres van Laken. Tielt, Lannoo, 1988.
  - Les serres royales de Laeken, Tielt, Lannoo, 1989.
  - The Royal greenhouses of Laeken, Tielt, Lannoo, 1989.
- De Grote Markt van Brussel, Tielt, Lannoo, 1993.
  - La Grand Place de Bruxelles, Tielt, Lannoo, 1993.
  - The Grand Place of Brussels, Tielt, Lannoo, 1993.
- Le fisc et le patrimoine culturel, 1995.
- Het Martelaarsplein te Brussel, Tielt, Lannoo, 1996.
  - La Place des Martyrs à Bruxelles, Tielt, Lannoo, 1996.
  - The Martyrs' Square in Brussels, Tielt, Lannoo, 1996.
- Hotel Errera, Leuven, Davidsfonds, 1998.